# Sakrarij
Sakrarij (lat. sacer - "svet", sacrarium - "spremnica za svete stvari") je mjesto u ranokršćanskim građevinama i prostorijama. Iz nje se razvila pastoforija i poslije na Zapadu sakristija. Sakrarij je mjesto gdje su se čuvali sveti predmeti namijenjeni kultu. U novijoj povijesti sakrarijem se naziva slivnike u sakristiji ili u blizini oltara. Uloga tih slivnika je da se u njih izlije voda u kojoj se pere posvećeno posuđe.